# Luigina Perversi
Luigina Perversi, née le 3 février 1914 à Pavie et morte le 26 octobre 1983, est une gymnaste artistique italienne.

## Carrière
Luigina Perversi remporte aux Jeux olympiques d'été de 1928 à Amsterdam la médaille d'argent du concours général par équipes féminin avec Bianca Ambrosetti, Lavinia Gianoni, Diana Pizzavini, Luigina Giavotti, Anna Luisa Tanzini, Carolina Tronconi, Ines Vercesi, Rita Vittadini, Virginia Giorgi, Germana Malabarba et Carla Marangoni.